# On the Way to Wonderland
On the Way to Wonderland är Sunrise Avenues debutalbum, det släpptes 2006. Från skivan har det släppts sex singlar. Albumet har sålt guld i såväl Finland som Tyskland. De flesta låtarna är skrivna av sångaren i bandet, Samu Haber. Jukka Backlund, som spelar keyboard i bandet, har även skrivit en del musik. Jukka är även skivans producent.

## Låtlista
1. Choose to be me
2. All because of you •
3. Diamonds •
4. Heal Me •
5. Into the blue
6. Make it go away
7. Fairytale gone bad •
8. Romeo •
9. Destiny
10. Wonderland
11. Only
12. Sunny Day
13. It ain't the way
14. Fight 'til dying
15. Forever Yours •

• = Släppt som singel